# Geely Haoyue
La Geely Haoyue (in cinese: 吉利豪 越) è un'autovettura prodotto dalla casa automobilistica cinese Geely dal 2020.

## Nomenclatura
Nei mercati internazionali è venduta con il nome di Geely Okavango. La parola Haoyue significa in cinese "eroico", mentre la parola Okavango deriva dal fiume omonimo che scorre in Botswana.
Al debutto la Haoyue è disponibile con un motore a benzina a quattro cilindri turbo da 1,8 litri che eroga 181 CV e 300 Nm di coppia. Successivamente è arrivato un motore turbo da 2,0 litri e 247 CV sviluppato in collaborazione con Volvo. 
La Haoyue è dotata di un cambio automatico a doppia frizione a 7 marce abbinata alla trazione anteriore oppure in opzione è disponibile anche la trazione integrale.